# Oś ziemska

Oś ziemska

Oś ziemska – prosta będąca osią obrotu własnego planety Ziemi. Oś obrotu wyznacza bieguny geograficzne Ziemi: północny i południowy. Oś ziemska jest odchylona od osi obrotu orbitalnego o około 23°26', co powoduje, że płaszczyzna równika jest nachylona do płaszczyzny ekliptyki pod takim samym kątem.
Inne ciała niebieskie mają swoje osie obrotu własnego definiowane analogicznie do ziemskiej.